# Февраль 2016 года

Список событий февраля 2016 года.

## События
- 1 февраля
  - Власти Ирана объявили о разморозке зарубежных активов на сумму около 100 млрд долларов, замороженных в связи с ужесточением международных санкций против страны в 2012 году[1].
  - Началось тестирование подводного силового кабеля NordBalt[англ.], связывающего Литву и Швецию[2].
- 2 февраля
  - Европейская комиссия и власти США договорились о снятии ограничений на передачу компаниями Google и Amazon личных данных европейцев из Европы в Америку[3].
- 3 февраля
  - Исчезнувший при загадочных обстоятельствах 42 года назад Ричард Джон Бингхэм, известный как лорд Лукан, официально признан мёртвым[4].
- 4 февраля
  - В Марокко недалеко от городка Уарзазат в пустыне Сахара состоялась церемония торжественного открытия крупнейшей в мире электростанции с концентрацией солнечной энергии — станции Noor I на 160 мегаватт[5][6].
- 6 февраля
  - На Тайване с эпицентром неподалёку от города Гаосюн произошло землетрясение магнитудой 6,4 по шкале Рихтера. Погибли по меньшей мере 23 человека[7].
- 7 февраля
  - Сборная России завоевала золотые медали на чемпионате мира по хоккею с мячом[8].
  - Центральное телевидение Кореи сообщило об успешном запуске северокорейского спутника «Кванмёнсон-4»[9].
  - Китай объявил о покупке швейцарской компании Syngenta — одного из мировых лидеров по производству пестицидов и генетически модифицированных растений[10].
  - В Алжире парламент принял ряд законов в рамках реформы конституции страны, в частности ограничено пребывание президента на посту главы государства двумя сроками, а также берберийскому языку предоставлен статус государственного[11].
- 8 февраля
  - Финальный матч Национальной лиги американского футбола — Супербоул 50 закончился победой «Денвер Бронкос»[12].
- 9 февраля
  - В ночь на девятое февраля в Москве прошёл массовый снос ларьков и торговых павильонов[13].
  - В результате столкновения поездов в Бад-Айблинге (Германия) погибли 12, ещё 85 получили ранения[14].
  - Полностью высохло Поопо — второе по размеру озеро в Боливии, из-за деятельности местных горнодобывающих компаний в сочетании с беспрецедентной засухой[15][16].
- 10 февраля
  - Мещанский суд Москвы приговорил к 4,5 и 4 годам колонии, соответственно, бывших сотрудников Банка Москвы Константина Сальникова и Аллу Аверину за хищение более миллиарда рублей у кредитной организации[17].
- 11 февраля
  - Парламент Португалии, преодолев президентское вето, ввёл полное усыновление детей для однополых пар[18].
  - Американские ученые обсерватории LIGO и франко-итальянские учёные Европейской гравитационной обсерватории объявили об экспериментальном открытии 14 сентября 2015 года предсказанных Эйнштейном гравитационные волны[19].
  - В результате бунта по меньшей мере 52 человека погибли в тюрьме «Топо-Чико» в штате Нуэво-Леон на северо-востоке Мексики 12 заключенных получили ранения[20].
- 12 февраля
  - Впервые состоялась личная встреча папы римского и патриарха Московского и всея Руси[21].
  - Сирийская правительственная армия при поддержке лояльных отрядов народного ополчения установила контроль над рядом стратегически важных высот в провинции Алеппо[22].
  - Участники Мюнхенской конференции по безопасности опубликовали совместное заявление по Сирии, предполагающее открытие гуманитарного доступа в осажденные районы и определение в течение одной недели условий прекращения боевых действий по всей стране[23].
  - В Лиллехаммере (Норвегия) начались зимние юношеские Олимпийские игры[24].
- 13 февраля
  - Премьер-министр РФ Дмитрий Медведев на Мюнхенской конференции констатировал наступление новой холодной войны между НАТО и Россией[25].
- 14 февраля
  - Второй тур президентских выборов в ЦАР. Победу одержал бывший премьер-министр ЦАР Фостен-Арканж Туадера[26].
- 15 февраля
  - В России зарегистрирован первый случай заболевания лихорадкой Зика[27].
  - В Лос-Анджелесе прошла 58-я церемония вручения наград «Грэмми», песней года названа «Thinking Out Loud» Эда Ширана, Тейлор Свифт получила три золотых граммофона, в том числе за лучший альбом[28].
  - В Москве на Сокольнической линии открылась станция «Саларьево». С вводом в эксплуатацию данной станции в Московском метрополитене их число достигло 200[29].
  - И. о. президента Гаити Жоселерм Привер вступил в должность[30].
  - Босния и Герцеговина подала заявку на вступление в Европейский Союз[31].
- 16 февраля
  - Министры энергетики Саудовской Аравии, Венесуэлы, Катара и России договорились заморозить нефтедобычу на уровнях января[32].
  - Верховная рада Украины не смогла отправить кабинет министров Украины во главе с премьер-министром Арсением Яценюком в отставку, проект постановления о недоверии кабмину набрал 194 голоса из 226 необходимых для принятия[33].
  - Во Флориде в окрестностях залива Пенсакола были найдены следы первого испанского поселения на территории современных США, основанного в 1559 году конкистадором Тристаном де Луна-и-Арельяно[34].
- 17 февраля
  - Вашингтон и Гавана подписали в кубинской столице соглашение о возобновлении прямого авиасообщения, которое было прервано свыше 50 лет назад[35].
  - В Анкаре произошел крупный теракт, который был направлен против военных и унёс жизни 28 человек, 61 получил ранения[36]. Ответственность за теракт взяла на себя курдская вооруженная группировка «Ястребы освобождения Курдистана»[37].
  - С космического центра Танэгасима проведён успешный запуск орбитальной рентгеновской обсерватории Astro-H[38].
  - Генеральный директор компании Apple Тим Кук в открытом письме заявил, что компания не будет выполнять решение суда, обязавшее предоставить ФБР возможность доступа к заблокированному iPhone, так как это позволит властям США в будущем при желании получать доступ к любому устройству Apple[39].
  - Национальный зеленый трибунал Индии поднял вопрос о закрытии предприятий, расположенных на берегах реки Ганг на участке от Хардвара до Канпура, в целях борьбы с загрязнением реки[40].
- 18 февраля
  - В Москве более 20 тысяч человек было эвакуировано из магазинов торговой сети «Ашан» после анонимных звонков о взрывных устройствах[41].
  - В России Следственный комитет сообщил о задержании владельца Домодедово Дмитрия Каменщика[42].
  - Всеобщие выборы в Уганде[43]. Действующий президент Уганды Йовери Мусевени переизбран на очередной пятилетний срок[44].
- 19 февраля
  - Космический телескоп Хаббл захватил изображение галактики Чёрный Глаз в созвездии Волосы Вероники на расстоянии 300 миллионов световых лет от Земли. В центре крупнейшей известной галактики обнаружена чёрная дыра с массой 21 миллиард раз больше, чем у Солнца[45].
- 20 февраля
  - Российские дальнобойщики заявили о новой акции протеста за отмену системы взимания платы «ПЛАТОН»[46].
- 21 февраля
  - Первый тур президентских выборов в Нигере[47].
- 22 февраля
  - Тверской межрайонный суд Москвы избрал в отношении журналиста, стритрейсера, основателя сайта «Smotra.ru» Эрика Китуашвили, обвиняемого в финансовых махинациях, меру пресечения в виде содержания под стражей на срок 2 месяца. Сам Китуашвили связал своё задержание с фильмом против коррупции в московском УГИБДД и лично его начальника Виктора Коваленко[48].
  - Жители Боливии на референдуме проголосовали против внесения в конституцию изменений, которые могли бы позволить действующему главе государства Эво Моралесу в четвёртый раз участвовать в президентских выборах[49].
  - Россия и США подписали проект соглашения о введении режима прекращения огня в Сирии с 27 февраля[50].
- 25 февраля
  - Подтвердилась информация о взломе исследователями из университета Карнеги — Меллон сети Tor в 2014 году и передаче данных в ФБР[51].
  - На расположенной в посёлке Северный шахте «Северная» компании «Воркутауголь» зафиксирован горный удар. В аварии погибли 36 человек, среди которых как шахтёры, так и спасатели[52].
  - Власти Греции отозвали своего посла из Австрии после того как Вена не пригласила Афины на конференцию по миграционному вопросу[53].
  - Парламентские выборы на Ямайке[54].
- 26 февраля
  - Парламентские выборы в Ирландии[55].
  - На внеочередном конгрессе Международной футбольной федерации (ФИФА) в Цюрихе был выбран новый глава организации. Им стал генеральный секретарь Союза европейских футбольных ассоциаций (УЕФА) Джанни Инфантино[56].
  - Парламентские выборы в Иране[57].
- 28 февраля
  - В Лос-Анджелесе прошла 88-я церемония вручения наград «Оскар». В актёрских номинациях победили Леонардо Ди Каприо («Выживший») и Бри Ларсон («Комната»), а лучшим фильмом признан «В центре внимания» Томаса Маккарти[58].
- 29 февраля
  - Подписано Распоряжение Правительства России, которым крупнейший государственный грантовый гуманитарный фонд РГНФ ликвидирован и присоединён к государственному фонду РФФИ[59].